# Yoshihiro Takayama
Yoshihiro Takayama (高山 善廣, Takayama Yoshihiro) (né le 19 septembre 1966 à Tokyo) est un catcheur (lutteur professionnel) et pratiquant d'arts martiaux mixtes japonais. Au cours de sa carrière, il a été une fois champion du monde IWGP, une fois champion poids lourd à trois couronnes de l'AJPW et une fois champion poids lourd GHC. Il est, aux côtés de Keiji Mutō et Kensuke Sasaki, un des trois catcheurs à avoir détenu ces trois championnats poids lourd au cours de sa carrière.
En plus d'être catcheur, il s'essaie aux arts martiaux mixtes à la Pride FC. Bien qu'il ait un bilan de quatre défaites dans cette fédération, il s'avère être un bon combattant puisque son troisième combat face à Don Frye est le match d'arts martiaux mixtes de l'année 2002 pour le Wrestling Observer Newsletter.
Le 6 mai 2017, il se blesse gravement à la nuque et devient tétraplégique.

## Carrière de catcheur

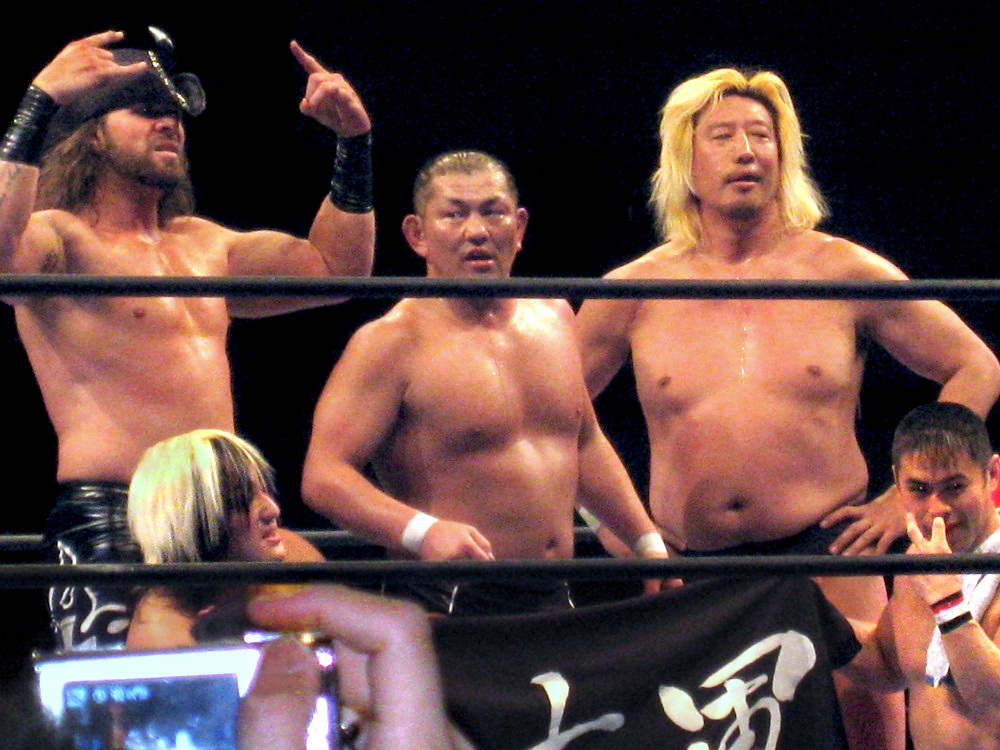
Suzuki-gun et Yoshihiro Takayama.

### Débuts à l'Union of Wrestling Forces International puis All Japan Pro Wrestling (1992-2001)
Takayama commence sa carrière à l'Union of Wrestling Forces International (UWFi), une fédération mettant en avant le shoot wrestling.
L'UWFi cesse ses activités en 1996 et Takayama rejoint l'All Japan Pro Wrestling et n'est pas mis en valeur. Ceci s'explique par le style qu'il pratique qui est trop rugueux aux yeux de Giant Baba.

### Pro Wrestling NOAH
Takayama suit Mitsuharu Misawa quand il crée la Pro Wrestling NOAH en 2000. Il fait équipe avec Takao Omori et Satoru Asako et perdent face à Daisuke Ikeda, Masahito Kakihara et Yoshinari Ogawa le 5 août durant Departure.
En mars 2001, il participe au tournoi désignant le premier champion poids lourd Global Honored Crowned (GHC). Il se hisse en finale en éliminant Jun Izumida le 22 mars puis Kentaro Shiga le 3 avril et enfin Vader le 12. Il échoue en finale face à Mitsuharu Misawa le 15 avril. Le 9 décembre, il remporte avec Takao Omori le championnat par équipes GHC après leur victoire face à Misawa et Yoshinari Ogawa.

### New Japan Pro Wrestling
Lors de Wrestle Kingdom VI in Tokyo Dome, il perd contre Togi Makabe. Le 18 mars 2012, lui et Lance Archer perdent contre Ten-Koji (Hiroyoshi Tenzan et Satoshi Kojima) et ne remportent pas les IWGP Tag Team Championship.

### Dramatic Dream Team
Le 4 mai 2017 durant Toyonaka Love Story 2017, il se blesse gravement au cours d'un match par équipe avec Shunma Katsumata et Kazusada Higuchi face à Harashima, Soma Takao et Yasu Urano. Au cours de ce combat il exécute mal un sunset flip ce qui provoque sa blessure.

### Retraite
Après son match le 4 mai 2017, il entre à l'hôpital général d'Osaka où il passe des examens. Les médecins constatent une lésion à la moelle épinière au niveau des cervicales. Début août, Takayama annonce qu'il est tétraplégique. 

## Carrière de combattant d'arts martiaux mixtes
Au début des années 2000, Takayama s'essaye aux arts martiaux mixtes à la Pride FC.
| 5 combats      | 1 victoires | 4 défaites |
| Par KO         | 1           | 2          |
| Par soumission | 0           | 2          |
| Sur décision   | 0           | 0          |

| Résultat | Record | Adversaire      | Méthode                         | Événement                            | Date             | Round | Temps | Lieu            | Notes |
| -------- | ------ | --------------- | ------------------------------- | ------------------------------------ | ---------------- | ----- | ----- | --------------- | ----- |
| Victoire | 1-4    | Hikaru Sato     | K.O. (souplesse)                | U-Spirits - Again                    | 9 mars 2013      | 1     | 4:26  | Tokyo, Japon    |       |
| Défaite  | 0-4    | Bob Sapp        | Soumission (clé de bras)        | Inoki Bom-Ba-Ye 2002 - K-1 vs. Inoki | 31 décembre 2002 | 1     | 2:16  | Saitama, Japon  |       |
| Défaite  | 0-3    | Don Frye        | K.O. technique (coups de poing) | Pride 21 - Demolition                | 23 juin 2002     | 1     | 6:10  | Saitama, Japon  |       |
| Défaite  | 0-2    | Semmy Schilt    | K.O. (coups de poing)           | Pride 18 - Cold Fury 2               | 23 décembre 2001 | 1     | 3:09  | Fukuoka, Japon  |       |
| Défaite  | 0-1    | Kazuyuki Fujita | Soumission (arm triangle choke) | Pride 14 - Clash of the Titans       | 27 mai 2001      | 2     | 3:10  | Yokohama, Japon |       |

## Palmarès
- All Japan Pro Wrestling
  - 1 fois AJPW Triple Crown Heavyweight Championship
  - 1 fois All Asia Tag Team Championship avec Takao Omori
  - 1 fois AJPW World Tag Team Championship avec Takao Omori

- Cho Hanabi
  - 1 fois Bakuha-ō Championship[14]

- New Japan Pro Wrestling
  - 1 fois IWGP Heavyweight Championship
  - 1 fois IWGP Tag Team Championship avec Minoru Suzuki
  - 1 fois NWF Heavyweight Championship

- Pro Wrestling Noah
  - 1 fois GHC Heavyweight Championship
  - 2 fois GHC Tag Team Championship avec Takao Omori (1) et Takuma Sano (1)
  - 2 Days Tag Tournament (2011) avec KENTA
  - Global League Tournament (2010)
  - Global Tag League (2010 et 2013) avec Takuma Sano (2010) et KENTA (2013)[15]
  - Global Tag League Fighting Spirit Award (2014) avec KENTA[16]

- Pro Wrestling Zero1
  - 1 fois NWA Intercontinental Tag Team Championship avec Kohei Sato
  - 1 fois Blast King Championship

- Tenryu Project
  - 1 fois Tenryu Project Six-Man Tag Team Championship avec Tatsutoshi Goto et Daisuke Sekimoto
  - Mizuchi-R (2014) avec Ryuichi Kawakami

- Wrestle Association "R"
  - 1 fois WAR World Six-Man Tag Team Championship avec Yoji Anjo & Kenichi Yamamoto

## Récompenses des magazines
- Pro Wrestling Illustrated

| Année | 2002 | 2003 | 2004 | 2005 à 2007 | 2008 | 2009 | 2010 | 2011 |
| ----- | ---- | ---- | ---- | ----------- | ---- | ---- | ---- | ---- |
| Rang  | 27   | 60   | 132  | Non classé  | 164  | 60   | 40   | 138  |

- Tokyo Sports
  - Best Bout Award (2002) vs. Yuji Nagata
  - Best Bout Award (2007) avec Kenta Kobashi vs. Jun Akiyama et Mitsuharu Misawa
  - Best Tag Team Award (2004) avec Minoru Suzuki
  - MVP Award (2003)
  - Outstanding Performance Prize (2002)

- Wrestling Observer Newsletter
  - Best Brawler (2002)
  - Fight of the Year (2002) vs. Don Frye